# Mark Rylance
Sir David Mark Rylance Waters (Ashford, 18 gennaio 1960) è un attore, drammaturgo e direttore artistico britannico.
Considerato uno dei migliori attori teatrali della sua generazione, ha vinto tre Tony Awards e due Olivier Award. In televisione, ha vinto due BAFTA come miglior attore ed è stato candidato per un Emmy, un Golden Globe e un SAG Award per il suo ruolo di Thomas Cromwell nella miniserie televisiva Wolf Hall (2015). In ambito cinematografico, è stato lodato per la sua interpretazione di Rudol'f Abel' ne Il ponte delle spie di Steven Spielberg (2015), per il quale si è aggiudicato l'Oscar al miglior attore non protagonista e il BAFTA al miglior attore non protagonista.

## Carriera
Rylance è noto soprattutto come interprete teatrale, sia di classici shakespeariani, sia di opere moderne, ed è stato il direttore artistico del Globe Theatre dal 1995 al 2005. Per i suoi ruoli in teatro ha vinto due Tony Award e due Olivier Award. In televisione, ha vinto nel 2005 il suo primo BAFTA Award e nel 2015 ha interpretato Thomas Cromwell nella mini-serie tv Wolf Hall, da cui è stato candidato agli Emmy Award, Golden Globe e SAG Award.
Nel 2001 è stato protagonista, assieme a Kerry Fox, del film Intimacy - Nell'intimità, vincitore dell'Orso d'oro al Festival di Berlino. Nel 2015 ha interpretato Rudol'f Abel' ne Il ponte delle spie di Steven Spielberg, ruolo che gli è valso l'Oscar al miglior attore non protagonista nel 2016, il BAFTA Award e una nomination agli Screen Actors Guild Award e ai Golden Globe, sempre come miglior attore non protagonista. Nel 2016 è stato nuovamente diretto da Spielberg nel film fantasy Il GGG - Il grande gigante gentile. Nel 2017 è stato diretto dal suo connazionale Christopher Nolan in Dunkirk, film storico sulla battaglia di Dunkerque, insieme ad attori quali Tom Hardy, Cilian Murphy e Kenneth Branagh.
Torna di nuovo sul grande schermo nel 2018 con il film di fantascienza distopico Ready Player One, ancora una volta sotto la regia di Steven Spielberg. Nel film interpreta il cofondatore dell'universo virtuale Oasis, J.D. Halliday, uomo schivo e con evidenti disturbi depressivi oltre che forti problemi sociali, che alla sua morte lancia una sfida a tutti i giocatori per conquistare la proprietà del gioco. Nello stesso anno torna a recitare al Globe Theatre nel ruolo di Iago in Otello, per la regia di Claire van Kampen.

## Vita privata
I suoi genitori, Anne Skinner e David Waters, erano entrambi insegnanti d'inglese. Uno dei suoi nonni era irlandese, ed entrambi finirono prigionieri dei giapponesi durante la guerra. Il nonno materno, Oswold Skinner, lavorò per anni come banchiere per la HSBC, e ricevette un colpo di pistola allo stomaco nella Battaglia di Hong Kong, e durante la convalescenza assistette al famoso massacro del St. Stephen's College del 25 dicembre 1941, e passando quattro anni nel campo di prigionia giapponese, sopravvivendo grazie ai rifornimenti che la HSBC dava ai prigionieri.
È stato sposato con la regista, sceneggiatrice e compositrice musicale Claire van Kampen dal 1989 alla morte della donna nel 2025.
Sostiene da molti anni Survival International, il movimento mondiale per i diritti dei popoli indigeni. È il testimonial della campagna internazionale dell'organizzazione per salvare gli ultimi Kawahiva del Brasile, una tribù incontattata che rischia l'estinzione a causa dell'invasione di taglialegna, allevatori, speculatori e minatori. Nell'ottobre 2015 ha dato la sua voce al video che contiene riprese uniche della tribù.

## Filmografia

### Cinema
- Hearts of Fire, regia di Richard Marquand (1987)
- L'ultima tempesta (Prospero's Books), regia di Peter Greenaway (1991)
- Institute Benjamenta, regia di Stephen e Timothy Quay (1992)
- Angeli e insetti (Angels and Insects), regia di Philip Haas (1995)
- Intimacy - Nell'intimità (Intimacy), regia di Patrice Chéreau (2001)
- L'altra donna del re (The Other Boleyn Girl), regia di Justin Chadwick (2008)
- Nocturne, regia di Nataasha Van Kampen – cortometraggio (2009)
- Blitz, regia di Elliott Lester (2011)
- Anonymous, regia di Roland Emmerich (2011)
- Days and Nights, regia di Chrisian Camargo (2013)
- The Gunman, regia di Pierre Morel (2015)
- Il ponte delle spie (Bridge of Spies), regia di Steven Spielberg (2015)
- Il GGG - Il grande gigante gentile (The BFG), regia di Steven Spielberg (2016)
- Dunkirk, regia di Christopher Nolan (2017)
- Ready Player One, regia di Steven Spielberg (2018)
- Waiting for the Barbarians, regia di Ciro Guerra (2019)
- Il processo ai Chicago 7 , regia di Aaron Sorkin (2020)
- Don't Look Up, regia di Adam McKay (2021)
- La leggenda del Green (The Phantom of the Open), regia di Craig Roberts (2021)
- The Outfit, regia di Graham Moore (2022)
- Bones and All, regia di Luca Guadagnino (2022)

### Televisione
- Wallenberg, regia di Lamont Johnson – film TV (1985)
- Screen Two – serie TV, 3 episodi (1986-1996)
- Incident in Judaea, regia di Paul Bryers – film TV (1991)
- Screenplay – serie TV, episodio La sconosciuta di Belfast (1993)
- Great Performances – serie TV, 1 episodio (1997)
- Leonardo – miniserie TV (2003)
- Richard II – film TV (2003)
- The Government Inspector, regia di Peter Kosminsky – film TV (2005)
- Bing – serie TV, 78 episodi (2014-2015) - voce
- Wolf Hall, regia di Peter Cominksy – miniserie TV (2015)

## Teatro (parziale)
- Desperado Corner, Citizens' Theatre, Glasgow (1981)[13]
- La tempesta (Ariel), Royal Shakespeare Company (1982)
- Il bacio della donna ragno (Valentín), Bush Theatre (1985)
- Amleto (Amleto), Royal Shakespeare Company (1989)
- Romeo e Giulietta (Romeo), Royal Shakespeare Company (1989)
- Enrico V (Enrico V), TFANA, New York (1993)
- Molto rumore per nulla (Benedetto), Queen's Theatre, Londra (1993)
- Come vi piace (Paragone), TFANA, New York (1994)
- True West (Lee/Austin), Donmar Warehouse (1994)
- Macbeth (Macbeth), Greenwich Theatre (1995)
- I due gentiluomini di Verona (Proteo), Globe Theatre (1996)
- A Chaster Maid in Cheapside (Mr. Allwit), Globe Theatre (1997)
- Enrico V (Enrico V), Globe Theatre (1997)
- Il mercante di Venezia (Bassanio), Globe Theatre (1998)
- The Honest Whore (Hippolito), Globe Theatre (1998)
- Antonio e Cleopatra (Cleopatra), Globe Theatre (1999)
- Amleto (Amleto), Globe Theatre (2000)
- Live x 3 (Henry), Royal National Theatre (2000)
- Cimbelino (Cloten), Globe Theatre (2001)
- Le metamorfosi (Lucio), Globe Theatre (2002)
- La dodicesima notte (Olivia), Globe Theatre (2002)
- Riccardo II (Riccardo II), Globe Theatre (2003)
- Misura per misura (Vincenzo), Globe Theatre (2004)
- La tempesta (Prospero, Stefano, Sebastiano, Alonso), Globe Theatre (2005)
- The Storm (Daemones, Labrax, il Tempo), Globe Theatre (2005)
- Being Boeing (Robert), Comedy Theatre, Londra (2007)
- I am Shakespeare (Frank), Tour inglese (2007)
- Peer Gynt (Peter Gynt), Guthrie Theater, Minneapolis (2008)
- Being Boeing (Robert), Longacre Theater, New York (2008)
- Jerusalem (Johnny Byron), Royal Court Theatre (2009)
- Finale di partita (Hamm), Duchess Theatre, Londra (2009)
- Jerusalem (Johnny Byron), Apollo Theatre, Londra (2010)
- La Bête (Valere), Comedy Theatre, Londra (2010)
- La Bête (Valere), Music Box Theatre, New York (2010 - 2011)
- Jerusalem(Johnny Byron), Music Box Theatre, New York (2011)
- Riccardo III (Riccardo III), Globe Theatre (2012)
- La dodicesima notte (Olivia), Globe Theatre (2012)
- Riccardo III (Riccardo III), Apollo Theatre, Londra (2012)
- La dodicesima notte (Olivia), Apollo Theatre, Londra (2012)
- Nice Fish (Ron), Guthrie Theater, Minneapolis (2013)
- Riccardo III (Riccardo III), Belasco Theatre, New York (2013 - 2014)
- La dodicesima notte (Olivia), Belasco Theatre, New York (2013 - 2014)
- Farinelli and the King (Filippo V), Globe Theatre (2015)
- Farinelli and the King (Filippo V), Duke of York's Theatre, Londra (2015)
- Nice Fish (Ron), St. Ann's Warehouse, New York (2016)
- Nice Fish (Ron), Harold Pinter Theatre, Londra (2016)
- Farinelli and the King (Filippo V), Belasco Theatre, New York (2017)
- Otello (Iago), Globe Theatre, Londra (2018)
- Dr Semmelweis (Semmelweis), Bristol Old Vic, Bristol (2022)
- Jerusalem (Johnny Byron), Apollo Theatre, Londra (2022)
- Giunone e il pavone ("Capitano" Jack Boyle), Gielgud Theatre, Londra (2024)

## Riconoscimenti
- Premio Oscar
  - 2016 – Miglior attore non protagonista per Il ponte delle spie

- Golden Globe
  - 2016 – Candidatura a miglior attore non protagonista per Il ponte delle spie
  - 2016 – Candidatura a miglior attore in una mini-serie o film tv per Wolf Hall

- Premio BAFTA
  - 2016 – Miglior attore non protagonista per Il ponte delle spie
  - 2006 – Miglior attore in una serie tv per The Government Inspector

- Tony Award
  - 2008 – Miglior attore non protagonista in un'opera teatrale per Boeing-Boeing
  - 2011 – Miglior attore protagonista in un'opera teatrale per Jerusalem
  - 2014 – Miglior attore non protagonista in un'opera teatrale per La dodicesima notte
  - 2014 – Candidatura per miglior attore protagonista in un'opera teatrale per Riccardo III
  - 2018 – Candidatura per miglior attore protagonista in un'opera teatrale per Farinelli and the King

- Laurence Olivier Award
  - 1983 – Candidatura per miglior attore non protagonista per Arden of Faversham
  - 1994 – Miglior attore per Molto rumore per nulla
  - 2003 – Candidatura per miglior attore per La dodicesima notte
  - 2008 – Candidatura per miglior attore per Boeing Boeing
  - 2010 – Miglior attore per Jerusalem
  - 2011 – Candidatura per miglior attore per La Bête
  - 2013 – Candidatura per miglior attore per La dodicesima notte
  - 2016 – Candidatura per miglior attore per Farinelli and the King

- Screen Actors Guild Award
  - 2016 – Candidatura a miglior attore non protagonista cinematografico per Il ponte delle spie
  - 2016 – Candidatura a miglior attore in una mini-serie o film tv per Wolf Hall
  - 2022 – Candidatura al miglior cast cinematografico per Don't Look Up

- Critics' Choice Award
  - 2016 – Candidatura a miglior attore non protagonista per Il ponte delle spie
  - 2016 – Candidatura a miglior attore in una mini-serie o film tv per Wolf Hall

- Satellite Award
  - 2016 – Miglior attore in una mini-serie o film tv per Wolf Hall

- AACTA Award
  - 2016 – Miglior attore non protagonista per Il ponte delle spie
- Premio Emmy
  - 2015 – Candidatura a miglior attore in una miniserie o film tv per Wolf Hall

- New York Film Critics Circle Award
  - 2015 – Miglior attore non protagonista per Il ponte delle spie

## Doppiatori italiani
Nelle versioni in italiano dei suoi film, Mark Rylance è stato doppiato da:
- Toni Garrani in Il ponte delle spie, Il GGG - Il grande gigante gentile[14], Dunkirk, Il processo ai Chicago 7, Bones and All
- Antonio Sanna in La sconosciuta di Belfast, Angeli e insetti, The Gunman, Ready Player One
- Mino Caprio in Waiting for the Barbarians, Don't Look Up, The Undeclared War
- Gaetano Varcasia in Intimacy - Nell'intimità, Blitz
- Sergio Lucchetti in La leggenda del Green, The Outfit
- Pino Ammendola in L'altra donna del re
- Massimo Popolizio in Anonymous